# Pachylembia chapalae
Pachylembia chapalae är en insektsart som beskrevs av Ross 1984. Pachylembia chapalae ingår i släktet Pachylembia och familjen Archembiidae. Inga underarter finns listade i Catalogue of Life.